# Ypthima thora
Ypthima thora är en fjärilsart som beskrevs av Moore 1880. Ypthima thora ingår i släktet Ypthima och familjen praktfjärilar. Inga underarter finns listade i Catalogue of Life.